# Cvi Jehuda
Cvi Jehuda (hebrejsky: צבי יהודה, rodným jménem Cvi Saltzman, Cvi Zalcman, צבי זלצמן, žil 1887 – 3. října 1965) byl sionistický aktivista, izraelský politik a poslanec Knesetu za stranu Mapaj.

## Biografie
Narodil se ve městě Umaň v tehdejší Ruské říši (dnes Ukrajina). Vystudoval střední školu. V roce 1906 přesídlil do dnešního Izraele, kde patřil mezi zakladatele židovských osad Kineret (roku 1908) a Deganija. Patřil také mezi zakladatele vesnice Nahalal.

## Politická dráha
V mládí patřil mezi organizátory sionistického hnutí Ce'irej Cijon, jehož pobočku v rodné Umani vedl. Během první světové války byl členem výboru dělníků v Galileji. Roku 1920 odcestoval do Evropy za účelem podpory třetí alije. Byl jedním ze zakladatelů hnutí ha-Po'el ha-ca'ir a členem jeho ústředního výboru. Toto hnutí pomáhal zakládat i v USA. Angažoval se v odborové centrále Histadrut a v mošavovém hnutí.
V izraelském parlamentu zasedl po volbách v roce 1949, kdy kandidoval za Mapaj. Byl členem parlamentního výboru pro ekonomické záležitosti, výboru práce, výboru House Committee a zvláštního výboru pro revizi půjček.